# 鷹野つぎ
鷹野 つぎ（たかの つぎ、女性、1890年（明治23年）8月15日 - 1943年（昭和18年）3月19日）は、大正・昭和時代の小説家。本名は次（読み同じ）、旧姓は岸。

## 生涯
1890年（明治23年）8月15日、静岡県浜名郡浜松町下垂19番地（現・浜松市中央区尾張町）にて、父・岸彌助と母・なをの間に、次女として生れる。家は燈油などを売る、中流の商家であった。長兄の信太郎、次兄の梅三郎、姉の重がおり、後に三女の留子、四女のたか、五女の艶子が生れた。祖父は有徳と号して俳句や歌を嗜み、祖母は浜松藩の殿中で姫に仕えていた人物であった。
1897年（明治30年）、浜松町立尋常高等小学校に入学。つぎは幼い時から手帳へ鉛筆で絵を描くことが好きで、小学校へ上ってからは、短い作文の下書きを幾通りも書いていたが、「そのうちに先生には見せないで、虫のことや雨ふりのことや、おつかひに行くのがいやな日のことを、書いてみたりするやうになつた」という。
高等科の2年頃から、長兄の勧めで雑誌『少年』の購読を始めた。あるとき、投書欄に短い作文「梅雨しとしと梅の実熟して、ぽとり落してぐぢやんとくだく」というものを投書したところ一等賞を得た。この頃から祖父や長兄の蔵書を出してきては、村上浪六の「三日月」、村井弦斎の「日の出島」、尾崎紅葉の「冷熱」などを読んだ。
高等科3年であった1903年（明治36年）10月30日、二六新聞に載っていた尾崎紅葉の訃報を目にして、「作家といふものの不思議な存在」を意識し、この頃から、「ものを書くといふことに、まことに幼い心ではあつたが、異常な関心をもつやうになつた」という。
1904年（明治37年）、浜松町立浜松高等女学校に入学。女学校へ上がってからは、父や次兄に隠れて尚色々の読書に耽った。母は叱らず、長兄は寧ろ勧めたという。
この頃からつぎは「どういふものか紙とペンに愛着をもつてゐた」が、「父は、長兄が矢張り手帳にコツコツとなにか書いたりしてゐるのを見てゐたので、私がそれに似てきはしまいかとひどく心配するやうすであつた。おとなしい姉は、父の心を察して、私が自分の机の前にとぢこもつて、わけのわからぬ文字を紙にかきつけたりしてゐると、そばへきて、『つうちやん、そんなことをやめて、床屋へ行つて顔でも剃つてもらつておいでつせいな。』とすすめた。」と、後年書き記している。また、雑誌『少年』に単文を投書して掲載されたこともあり、この雑誌に談話会というものが各地で催されているとの記述を見て、友人たちと少女談話会を開いたりもしていた。
1906年（明治39年）頃からは、友人と共に、島崎藤村の「若菜集」「落梅集」、与謝野晶子の「みだれ髪」「恋ごろも」、更に様々な歌集、詩集、雑誌で国木田独歩、田山花袋、徳田秋声などの小説を読んでいた。「私はその一方、自分でも歌をよんだり、新体詩をつくつたり、小説風のものを書いたり、感想めいたものをしるしたりしたが、どれもこれもほんのもの真似であつた。」と記している。また、文芸部部員として『校友』の編集を時折手伝っていた関係から、高田教諭に短歌を作ることを勧められ、「新派よりの歌」を作る。後につぎは、次のように回想している。「いまから考へてみると、私の女学生時代はなんと忙しかつたものかと、をかしく思ひ返されてくる。学校のことはもちろんだが、放課後高田先生についてなにかと学ぶ。田邊校長先生にはいろいろの古典の講義をきく。琴や、茶の湯の師匠さんのところへ通ふ。教会に行く、その教会の牧師夫人について英語を習ふ。いろいろの小説本を濫読する。時には歌をよんだり、新体詩をつくつたり、小説風のものも真似ごとに書く。それからバイオリンまで習つてゐる。」
1907年（明治40年）3月、女学校を卒業。続いて静岡高等女学校へ入学するが、トラホームのためにその夏には帰省し、そのまま退学した。その後は家で本を読み、裁縫や生花を習うなどした。雑誌へ作品を投稿して、賞を得ることなどもしている。
やがて文学愛好会の会員募集の広告を見掛けて申し込み、そこの中心的人物であり、佐久新報主任でもあった鷹野彌三郎と知り合う。やがて結婚を考えるまでに至るが、父・彌助から猛反対を受けた。
1909年（明治42年）秋、家出同然の形で家を離れ、前年から名古屋新聞に入っていた彌三郎の元へ赴く。翌年、彌三郎が豊橋支局長となったため、名古屋から豊橋へと移住。
1911年（明治44年）1月1日に長男・正彌（まさや）が生れる。そのために婚姻の手続きが必要となったが、地元の名士である松島十湖の協力を得て、松島に養女として入る形で実現させることができた。同月28日、正式に婚姻の手続きを終える。正彌の出生日も、戸籍上は29日となっている。
1913年（大正2年）6月、次男・次彌（つぐや）が生れる。9月、彌三郎と共に文芸愛好会「一隅会」を結成。1914年（大正3年）1月から10月に掛けて、同人文芸誌「一隅」を発行し、毎月作品を載せた。
1914年（大正3年）9月に彌三郎は名古屋新聞社を辞し、すぐに知己の世話で東京報知新聞へと移る。同年11月からは12月に社命により福島に滞在し、翌年4月1日からは福島支局勤務となった。
1915年（大正4年）12月19日、長女・參彌子（みやこ）が生れる。しかし翌年2月9日、小児脚気により2ヶ月にも満たず死去。つぎにとって初の子供の死であり、最終的には8人産んだ子供の内、6人までを失うこととなり、それらの経験を『子供と母の領分』に収録された随筆などに書き残した。
1916年（大正5年）11月に彌三郎は東京報知を辞し、福島日日新聞を経て1917年（大正6年）11月から時事新報に入社。この年、正確な時期は不明であるが世田谷へ移住。5月3日、次女・三彌子（みやこ、死去した長女と同音）が生れる。
1920年（大正9年）夏、彌三郎が記者として出入りしていた関係で知り合った島崎藤村に、つぎの作品を見てもらうこととなる。その後『新小説』『早稲田文学』といった雑誌に作品が発表されていった。
1921年（大正10年）9月26日、三女・彌譽榮（やよえ）が生れる。
1922年（大正11年）4月、藤村は婦人雑誌『処女地』を創刊（翌年1月廃刊）。この雑誌に、つぎも作品を投稿していった。12月、初めての短篇小説集『悲しき配分』が新潮社から出版された。
1923年（大正12年）1月には『処女地』は廃刊となるが、5月には感想集『真実の鞭』（二松堂）が出版される。9月に関東大震災が発生し、彌三郎の勤めていた新聞社が全焼。業務の縮小により退社となり、一家は貧窮に陥る。
1924年（大正13年）3月、第二短篇集『ある道化役』(紅玉堂出版)が出版された。5月11日、三男・三彌（かづや）が生れる。
1926年（大正15年）7月30日、長男・正彌が死去（15歳）。11月15日、四男・眞彌（まさや、死去した長男と同音）が生れる。
1929年（昭和4年）4月28日、五男・節彌が生れるが、1932年（昭和7年）6月23日、医療事故で失う（4歳）。
1935年（昭和10年）4月17日、1月に結核を発病していた三女・彌譽榮を亡くす（15歳）。5月につぎもまた結核に掛かる（大正13年に一度掛かっており、再発した）。10月、感想集『子供と母の領分』（古今書院）が刊行される。
1936年（昭和11年）5月、東京市立のサナトリウムに、時を同じくして発病した三男・三彌と共に入院。10月には中野区江古田の浄風園へと移ったが、翌年3月30日、三彌は死去。つぎはその後、病状はこれ以上は良くも悪くもならないという膠着状態となり、1939年（昭和14年）10月に退院。夫の住む中野区沼袋へと移った。
1940年（昭和15年）4月、随筆集『幽明記』（古今書院）が刊行される。
1941年（昭和16年）4月12日、四男・眞彌（まさや）を急性肺炎で失う（14歳）。5月、随筆集『四季と子供』（古今書院）が刊行され、翌年10月には、同じく随筆集の『女性の首途』（古今書院）が刊行された。
1943年（昭和18年）3月19日、自宅で死去。作家の島本久恵がその一週間前に自宅を訪れた際には、青い顔をし、細い声で「自分の過去の仕事が散漫だったことを後悔している」と言ったという。3日前には「またとなきおほき戦さの行先も明らめもせでわれは逝くなり」という歌を詠み、逝去後、彌三郎により複製の短冊が作られて配布された。
つぎの死に際し、藤村は弔問の書状を送り、50円もの高額の香奠を供えたが、5ヶ月後の8月22日には自らも逝去した。また、夫・彌三郎も同年10月18日、結核により他界した。

## 著書
- 「悲しき配分」（1922年、新潮社）
- 「真実の鞭」〈表現叢書・13〉（1923年、二松堂書店）
- 「ある道化役」（1929年、紅玉堂出版）
- 「子供と母の領分」（1935年、古今書院）
- 「幽明記」（1940年、古今書院）
- 「四季と子供」（1940年、古今書院）
- 「女性の首途」（1942年、古今書院）
- 「限りなき美」（1943年、立誠社）
- 「娘と時代」〈女性叢書〉（1944年、三国書房）
- 「太陽の花」（1944年、輝文館）
- 「春夏秋冬」（1944年、山根書房）
- 「鷹野つぎ著作集」全4巻（1979年、谷島屋）
- 「悲しき配分」〈叢書『青鞜』の女たち・第20巻〉（1986年、不二出版） - 1922年の新潮社版の復刻。
- 大場ヤス子編「鷹野つぎ『短歌』」（2004年、大場ヤス子）